# Коваржик Федір Йосипович
Федір Йосипович Коваржик (9 вересня 1854, с. Щиглов, Австро-Угорщина — 13 січня 1937, Чехословаччина) — педагог, організатор шкільної освіти.

## Життєпис
Народився 9 вересня 1854 року в селищі Щиглов, біля Пільзена в Австро-Угорщині, сучасна Чехія.
Закінчив Політехнічний інститут у Празі. У 1878—1879 роках навчався на курсах стипендіатів Міністерства народної освіти Російської імперії в Імператорському Московському Технічному училищі. Залишив спогади про своє життя в Москві, де описав чеську і словацьку діаспори.
З 1880 р. — викладач, спочатку викладач математики і креслення Полтавського Олександрівського реального училища, а з 1903 р. — викладає математику у Полтавському кадетському корпусі, Співпрацював у «Віснику Дослідної фізики та елементарної математики».
6 грудня 1908 року нагороджений орденом святого Володимира 4 ст.
17 липня 1911 р. звільнений від служби на власне прохання, з нагородженням чином дійсного статського радника та з пенсією.
З 1911 р. директор Константиноградської чоловічої гімназії ім. Дому Романових (за Гетьманату була перейменована у Костянтиноградську земську чоловічу гімназію імені Т. Г. Шевченка). Саме Федір Коваржик був ініціатором відкриття при гімназії добре обладнаного гімнастичного залу, введення у викладанні гімнастики сокольської методики.
З 1912 року також прийняв на себе завідування педагогічними курсами у Констянтинограді. Був прихильником методики навчання на природі і використання екскурсій як ефективного методу навчання. Став ініціатором заснування для слухачів курсів сорока стипендій по 60 рублів.
Помер 13 січня 1937 року у Чехії. Був похований в Подебрадах. Могила не збереглась.

## Сім'я

#### Діти
Коваржик Олександр Федорович, вчитель гімнастики у імператорській Олександрівській київській гімназії, один з ініціаторів і учасник Організаційного комітету Першої Всеросійської Олімпіади у Києві в серпні 1913 року. Учасник Першої світової війни на боці Російської імперії, активіст емігрантськолго «білого руху», Проживав у Австрії, Чехії.
Коваржик Володимир Федорович (1887-?), курсант Полтавського кадетського корпусу, пізніше — Київського військового училища. З 1909 року підпоручик 34-го піхотного Севського генерала графа Каменсьного полка, з 16.10.1914 переведений у званні поручика у 78-у артилерійську бригаду. Учасник Першої світової війни. Емігрував з військами Врангеля у Туреччину. Одружений з Антоніною Іванівною Павловською. Мав сина Ігоря. Подальша доля невідома.

## Праці
- Курс проекційного креслення (1892 р.);
- Курс арифметики для середньо-навчальних закладів (1906 р.)
- Kovárík F. Zazitky a dojmy ruského Cecha za carstvi. Praha, 1932(чес.)